# Elaphidion depressum
Elaphidion depressum är en skalbaggsart som beskrevs av Fernando de Zayas 1975. Elaphidion depressum ingår i släktet Elaphidion och familjen långhorningar.
Artens utbredningsområde är Kuba. Inga underarter finns listade i Catalogue of Life.